# Joan Verger
Joan Verger Pocoví (Montuiri, Baleares, 1944 - ibídem, 2 de mayo de 2013) fue un ingeniero y político español. Se licenció como ingeniero industrial en la Universidad de Barcelona y se diplomó en Medio Ambiente.
Su carrera política comenzó en 1979 cuando fue elegido concejal de Montuiri por Unión de Centro Democrático. En 1982 pasó a Alianza Popular siendo vicepresidente del Consejo Insular de Mallorca entre 1983 y 1997, además de ser diputado al Parlamento de las Islas Baleares, miembro del Comité Ejecutivo de Alianza Popular de Mallorca y presidente de este entre 1985 y 1986.
En 1987 fue elegido presidente del Consejo de Mallorca, cargo que ocupó hasta 1995. Durante este período también fue diputado balear y miembro del comité ejecutivo del banco de crédito Argentaria. Entre 1996 y 1999 fue consejero del Gobierno Balear y presidente del Partido Popular de Baleares.
En el año 2003 abandonó su cargo en el Parlamento Balear para ejercer el cargo de presidente de la Autoridad Portuaria de las Islas Baleares, cargo que ocupó hasta 2007.
| Predecesor: Jeroni Albertí Picornell | Presidente del Consejo Insular de Mallorca 1987-1995              | Sucesor: Maria Antònia Munar |
| Predecesor: Bartomeu Reus            | Consejero de Fomento del Gobierno de las Islas Baleares 1995-1999 | Sucesor: Josep Antoni Ferrer |
| Predecesor: Joan Huguet              | Presidente del Partido Popular de las Islas Baleares 1996-1999    | Sucesor: Jaume Matas         |